# Истон (Тексас)
Истон (енгл. Easton) град је у америчкој савезној држави Тексас. По попису становништва из 2010. у њему је живело 510 становника.

## Демографија
Према попису становништва из 2010. у граду је живело 510 становника, што је 14 (2,7%) становника мање него 2000. године.
| Група             | 2000.       | 2010.       |
| Белци             | 89 (17,0%)  | 56 (11,0%)  |
| Афроамериканци    | 351 (67,0%) | 309 (60,6%) |
| Азијати           | 0 (0,0%)    | 7 (1,4%)    |
| Хиспаноамериканци | 82 (15,6%)  | 138 (27,1%) |
| Укупно            | 524         | 510         |